# Ottomar Schreiber
Ottomar Schreiber, litauisch: Otomaras Sreiberis, (* 1. Mai 1889 in Marienburg; † 6. Februar 1955 in München) war ein deutscher Politiker, Landespräsident und Sprecher der ostpreußischen Vertriebenen.

## Leben und Beruf
Schreiber wuchs in Neustadt (Westpreußen) auf, studierte Philosophie, Geschichte und neuere Sprachwissenschaften in Königsberg (Preußen) und in Breslau und beendete seine Ausbildung mit der Promotion zum Dr. phil. Nach dem Ersten Weltkrieg, in dem er als Soldat diente und zweimal verwundet wurde, wurde er 1919 Studienassessor in Danzig, Langfuhr und Oliva.
Danach war er als Verlagsbuchhändler in Barmen und München tätig, 1922 wurde er Syndikus der Handelskammer Memel und (bis 1932) geschäftsführender Vorsitzender des Memelländischen Arbeitgeberverbandes. Von 1924 bis 1937 war er daneben Aufsichtsratsvorsitzender des Deutsch-Litauischen Tabaksyndikats. Von September 1944 bis April 1945 war er in der Abteilung Rüstungshandel der Reichsgruppe Handel in Berlin ehrenamtlich tätig.
Nach dem Zweiten Weltkrieg kam er als Heimatvertriebener nach Tegernsee und war von 1948 bis 1951 Sprecher der Landsmannschaft Ostpreußen, anschließend bis zu seinem Tode deren Ehrenpräsident. Er gilt gemeinsam mit Axel de Vries als federführend bei der Verfassung der Charta der deutschen Heimatvertriebenen, die er im August 1950 unterzeichnete.

## Partei
Vor der Rückgliederung des Memellandes in das Deutsche Reich gehörte Schreiber der Memelländischen Volkspartei an, die der Deutschen Volkspartei verbunden war.

## Abgeordneter
In den 1920er- und 1930er-Jahren war Schreiber Landtagsabgeordneter des Memellandes, das zunächst vom Völkerbund verwaltet wurde und ab 1924 autonomes Gebiet innerhalb Litauens war. In Memel war er an zahlreichen internationalen Verhandlungen über die Verfassung des Memellandes beteiligt.

## Öffentliche Ämter
Am 6. Juni 1932 wurde Schreiber vom Landtag zum Landespräsidenten (= Ministerpräsident) des Memellandes gewählt. Am 19. März 1934 setzte ihn die litauische Zentralregierung ab und stellte ihn unter Polizeiaufsicht, da er nach ihrer Ansicht die Interessen der deutschstämmigen Memelländer über die Interessen Litauens setzte. Nach der Rückgliederung des Memellandes an das Deutsche Reich im März 1939 wurde er wieder als Regierungschef eingesetzt, aber bereits 1942 wegen Differenzen mit dem NSDAP-Gauleiter Erich Koch von diesem entlassen.
Von 1949 bis 1953 war Schreiber Staatssekretär im Bundesministerium für Vertriebene, Flüchtlinge und Kriegsgeschädigte.

## Veröffentlichungen
- Die Personal- und Amtsdaten der Hochmeister des Deutschen Ordens von seiner Gründung bis zum Jahre 1525, in: Oberländische Geschichtsblätter, Jg. 1913, Seiten 615–762.
- Die Anomalie der deutschen Ostgrenzen, 1947.
- mit Alfred Brust, Rudolf G. Binding, Ostpreußen. Unvergessene Heimat, 1952
- Erbe und Auftrag des deutschen Ostens

## Zitate
„Es wird sich an unserem Schicksal nach der Vertreibung entscheiden, ob das deutsche Volk eine Schicksalsgemeinschaft ist und bleiben will. ... Wir haben unsere Zukunft nicht auf Gewalt gestellt. Wir stellen unsere Zukunft auf den Glauben daran, daß, je mehr die Welt  zu einer Welt zusammenwächst, umso mehr Recht der Maßstab für die Ordnung werden muß, und daß dieser Maßstab des Rechtes nur die Rechte des Menschen sein können, zu denen die ganze Welt sich in der feierlichsten und verpflichtendsten Form bekannt hat und bekennt.“